# Niccolò Soggi

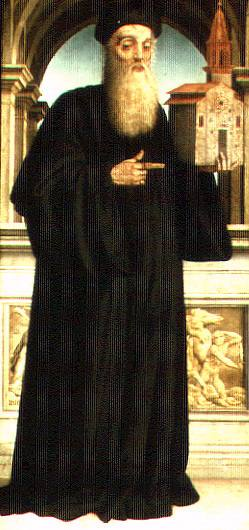
Das von Niccolò Soggi 1522 geschaffenes Bild Baldo Magini mit einem Model der Kirche von San Fabiano im Dom von Prato

Niccolò Soggi (* um 1480 in Arezzo; † vor dem 12. Juli 1552 ebenda) war ein italienischer Maler der umbro-toskanischen Schule.
Niccolò Soggi war ein Gehilfe und Schüler von Pietro Perugino, dem er stilistisch nahesteht. Darüber hinaus wurde er stark durch die Werke von Pinturicchio und Piero di Cosimo beeinflusst. Gegen 1513 war er in Rom und gegen 1522 in Florenz tätig. Danach überwiegend in Arezzo tätig, wo er bis etwa 1528 lebte. Weitere Reisen führten ihn nach Prato, Mailand und abermals Rom.
Niccolò Soggi arbeitete vorwiegend als Freskant und Maler von Altarbildern. Bilder mythologischen Inhalts sind sehr selten.

## Werke
- Arezzo, San Francesco
  - Sacra Conversazione, um 1501 – 1515 (Fresko)
- Arezzo, Santissima Annunziata
  - Die Anbetung des Kindes, um 1519 – 1521
- Berlin, Gemäldegalerie
  - Herkules am Scheideweg
- Florenz, San Martino dei Buonomini
  - Maria mit dem Kinde und dem Johannesknaben.
- Verbleib unbekannt
  - Maria mit dem Kinde und einer Heiligen mit Früchten. (Am 30. Mai 1991 bei Sotheby’s in New York versteigert.)